# The Adverts
The Adverts (engl. „Werbeanzeigen“) war von 1977 bis 1979 eine erfolgreiche Band der ersten Punkbewegung in London.

## Bandgeschichte

### Die Anfänge
Gaye Balsden und Tim Smith hatten sich in Devon an der Kunstschule kennengelernt, zogen 1976 nach London und schlossen sich dort der Punkszene an. Sie waren begeistert von Iggy Pop, The Velvet Underground, den New York Dolls und den Sex Pistols. Tim, der sich fortan T. V. Smith, nach der Kurzform für Television nannte, schrieb Songtexte. Gaye übte Bass, nahm wenig später den Bandnamen als Zunamen an und nannte sich Gaye Advert. Den Gitarristen Howard Pickup und den Schlagzeuger Laurie Driver fanden die beiden durch eine Anzeige im Melody Maker und gründeten mit ihnen zusammen am Jahresende 1976 The Adverts.
Am 15. Januar 1977 wurden sie auf einem ihrer ersten Konzerte als Vorgruppe von Generation X im Londoner Roxy Club von Brian James von The Damned entdeckt. Er vermittelte sie an Stiff Records weiter, die im April 1977 die erste Single der Adverts One Chord Wonders auf den Markt brachten.One Chord Wonders wurde spontan in der Musikzeitschrift Melody Maker zur „Single der Woche“ gekürt. Danach lud John Peel die Band in seine Radioshow ein, die am 28. April 1977 ausgestrahlt wurde.

### Große Erfolge 1977 bis 1978
Im Mai ging die Band mit The Damned auf Englandtournee und im August erschien Gary Gilmore’s Eyes bei Anchor Records. Hintergrund des Liedes war die Geschichte von Gary Gilmore. Der Mann war ein in Utah zum Tode verurteilter Mörder, der seine Netzhaut der Wissenschaft vermachte, und durch dessen Augen nach seinem Tode jemand anders blicken sollte. Der Song stieg schnell auf Platz 18 der britischen Charts. Am 23. August wurde die zweite Session der Adverts bei John Peel ausgestrahlt. Von August bis September trat die Band dreimal im britischen Fernsehen auf; in den Sendungen Top of the Pops und „Rock On“. Ende des Jahres spielten sie als Vorband von Iggy Pop. Im Dezember erschien eine weitere Single Safety in Numbers.
Inzwischen wurde die Band von den englischen Musikzeitschriften hoch gelobt und war bei vielen Veranstaltern der Clubszene gern gesehener Gast, da sie der Garant für ein ausverkauftes Haus war. Gaye Advert wurde zum Pin-up-Girl vieler punkbegeisterter Jungen. The Sun beschrieb sie als „eine der frechsten Sängerinnen, welche die Popmusik je hervorgebracht hat“, obwohl sie nur gelegentlich ihren Mund für unhörbare Hintergrundsgesänge geöffnet hatte. Der Daily Express verglich ihre „zerbrechliche Schönheit“ mit Marianne Faithfull: „Gaye ist schön, mit schwarzem Haar und kastilischer weißer Haut ist sie das dunkelhaarige Gegenstück zu Marianne. Sie trägt schwarze Fingernägel, zum Kampf bereit lackiert, und die schwarze Schminke, die ihre Augen umrandet, lässt Gaye wie eine Art mürrischer Panda aussehen.“
Auch die vierte Single No Time to Be 21 und das Debütalbum Crossing the Red Sea with The Adverts, beide veröffentlicht im Frühjahr 1978, erreichten die Top 40 der britischen Charts, ehe Laurie Driver die Band wegen musikalischer Differenzen verließ. Er wurde kurzzeitig durch John Towe ersetzt, der zuvor bei Chelsea, Generation X, Alternative TV und The Rage getrommelt hatte; ab April 1978 saß Rod Latter am Schlagzeug.
Die Band folgte mehreren Einladungen des Britischen Fernsehens. Sie trat bei Top of the Pops vor die Kamera und wurde als erste Punkband im The Old Grey Whistle Test vorgestellt. Am 21. August 1978 wurde die dritte John Peel Session mit den Adverts aufgezeichnet.
Anschließend fuhr die Band nach Deutschland, wo sie in Wolfgang Bülds Fernsehfilm Brennende Langeweile mitspielte und drei Konzerte in Nordrhein-Westfalen gab.

### Das Ende 1979
Die Adverts unterschrieben einen Vertrag mit RCA Records, verstärkten sich mit Keyboarder Tim Cross und brachten ein weiteres Album Cast of Thousands heraus. Kurz nach Veröffentlichung des Albums verließen Rod Latter und Howard Pickup die Band und es wurde schwierig das Album, das musikalisch völlig unterschiedlich zum Stil des Vorgängeralbums war, zu promoten. Nachdem Manager Michael Dempsey an den Folgen eines Stromschlages verstorben war, löste sich die Band auf. Am 16. Oktober wurde nochmals eine John Peel Session mit ihr aufgenommen, und am 27. Oktober 1979 gaben die Adverts im Slough College ihr Abschiedskonzert.

## Nachtrag
Die Tonträger der Adverts waren lange Zeit auf dem Markt nicht mehr erhältlich. 2003 erschien jedoch eine Anthology der Adverts als Doppel-CD beim Label Import.
Gary Gilmore’s Eyes wurde 1991 von Die Toten Hosen für das Album Learning English Lesson One zusammen mit T. V. Smith neu aufgenommen. Weitere Titel der Adverts finden sich auf dem Album Useless.
T. V. Smith gründete danach weitere Bands und ist inzwischen als Solokünstler aktiv. Bei seinen Produktionen arbeitete er häufig mit Tim Cross zusammen und stand gelegentlich mit ihm gemeinsam auf der Bühne. Tim Cross starb am 9. Juli 2012 an Lungenkrebs.
Gaye Advert spielte nach der Auflösung der Adverts in keiner Band mehr, lebt bis heute in London und arbeitet als Sozialhelferin für alte Menschen. Nebenbei entwirft sie unter dem Künstlernamen Gaye Black Modeschmuck und Collagen aus Glas, Muscheln und Knochen.
Howard Pickup (alias Howard Boak) starb am 12. Juli 1997 im Alter von 45 Jahren an einem Hirntumor.

## Diskografie

### Alben
- 1978: Crossing the Red Sea with The Adverts
- 1979: Cast of Thousands

### Singles
- 1977: One Chord Wonders / Quickstep
- 1977: Gary Gilmore’s Eyes / Bored Teenagers
- 1977: Safety in Numbers / We Who Wait
- 1978: No Time to Be 21 / New Day Dawning
- 1978: Television’s Over / Back from the Dead
- 1979: My Place / New Church (live)
- 1979: Cast of Thousands / I Will Walk You Home

### Spätere Veröffentlichungen (Auswahl)
- 1990: Live at the Roxy Club (Live im Roxy April 1977, zusätzlich Liveauftritt der Adverts im Barbarellas, Birmingham 10/11. Juni 1977.)
- 1992: Live and Loud – Split with the Ruts (Split-LP mit The Ruts / The Adverts live beim Nottingham Rock City, Sommer 1977)
- 1997: The Wonders Don’t Care (John Peel Sessions: 25. April 1977, 23. August 1977, 21. August 1978, 16. Oktober 1979)
- 1997: The Punk Singles Collection
- 1998: The Best of the Adverts
- 2003: The Adverts Anthology (Doppel-CD)

## Film
- 1979: Brennende Langeweile (D), Regie: Wolfgang Büld